# Adolf Koehler
Adolf Gottfried Koehler (* 3. Januar 1882 in Bockum; † 13. Dezember 1941 in Wetzlar) war ein deutscher Montanindustrieller und von 1926 bis 1941 Vorstandsvorsitzender der Buderus AG.

## Leben und Wirken
Koehler begann 1898 in Wetzlar bei den Buderus’schen Eisenwerken eine Lehre zum Kaufmann. Dabei hatte ihn sein Onkel Eduard Kaiser, der seit 1896 Generaldirektor war, in Obhut genommen. 1917 wurde Koehler kaufmännischer Direktor und 1919 auch Vorstandsmitglied. Adolf Koehler war schließlich von 1926 bis zu seinem Tod Vorstandsvorsitzender von Buderus.
Darüber hinaus war Koehler Präsident der Industrie- und Handelskammer zu Wetzlar und Aufsichtsratsmitglied der Commerzbank. Zudem hatte er die Ehrendoktorwürde zum Dr. Ing. e.h. erhalten. Koehler gehörte einer Freimaurerloge an und war kein Mitglied der NSDAP.